# سلام آقای مدیر
سلام آقای مدیر سریالی است به کارگردانی و نویسندگی علیرضا توانا و تهیه کنندگی منوچهر شاهسواری که در سال ۱۳۹۸ از شبکه دو سیما پخش شد.

## داستان
موضوع و داستان این مجموعه حول و محور فردی به نام امیرعلی صدرا (روزبه حصاری) است که به مدیریت دبیرستانی گماشته می‌شود که همه آن را تبعیدگاه می‌نامند.
او که به علت فوت همسرش (نیکی مظفری) در شرایط روحی نامناسبی به سر می‌برد، خیلی زود درمی‌یابد که برای جلوگیری از تعطیلی مدرسه نیازمند ایجاد اعتماد، وفاق و همدلی میان دانش آموزان، همکاران و اهالی محل است.
کاری که در ابتدا غیرممکن به نظر می‌رسد ولی با تلاش او و مسئولیت پذیری همگانی به بازماندن درهای مدرسه می‌انجامد.
این سریال دربارهٔ دانش آموزان بوده و دارای قصه‌ای دنباله‌دار است که در هر قسمت به‌طور ویژه داستان زندگی یکی از دانش آموزان نیز تعریف می‌شود.